# Melt Banana
Melt-Banana – japoński zespół muzyczny, reprezentant gatunku rocka określanego jako noise. Z racji pochodzenia, zaliczany też do nurtu j-rock.
Zespół powstał w 1992 w Tokio. Założyło go troje przyjaciół studiujących języki obce: Yasuko O., Agata Ichirou i Rika mm. Potem dołączył do nich Sudoh.
W 1994 Melt-Banana podpisali kontakt z brytyjską wytwórnią płytową Chocolate Monk, jeszcze w tym samym roku zmienili ją na amerykańską Skin Graft. Wkrótce zespół opuścił Sudoh i od tego czasu zespół gra z różnymi perkusistami. Nad nagraniem wydanego w 1996 albumu Scratch or Stich czuwali Steve Albini i Jim O'Rouke. Od 1997 Melt Banana nagrywają dla własnej wytwórni o nazwie A-Zap.
Zespół zyskał fanów w Europie i USA, gdzie jest bardziej popularny niż w rodzinnej Japonii. Ich muzykę określa się jako noiserock, ale ma ona także sporo elementów punk rocka – np. często krótsze niż minuta piosenki.

## Skład
- Yasuko O. – śpiew
- Ichirou Agata – gitara
- Rika mm'- gitara basowa
- Na perkusji grają na zmianę różni muzycy

## Dyskografia (albumy)
- 1994 – Speak Squeak Creak
- 1994 – Cactuses Come In Flocks
- 1996 – Scratch or Stitch
- 1998 – Charlie
- 1999 – MxBx 1998/13,000 Miles at Light Velocity
- 2000 – Teeny Shiny
- 2003 – Cell-Scape
- 2005 – 13 Hedgehogs
- 2007 – Bambi's Dilemma